# Baloncesto en los Juegos Europeos
El baloncesto en los Juegos Europeos se realiza desde la primera edición. El evento es organizado por los Comités Olímpicos Europeos, junto con la Confederación Europea de Baloncesto (FIBA Europa).
En las dos primeras ediciones solo se disputaron los torneos masculino y femenino de baloncesto 3x3.

## Ediciones
| Núm. | Año  | Sede                 | Instalación         |
| ---- | ---- | -------------------- | ------------------- |
| I    | 2015 | Bakú ( Azerbaiyán)   | Arena de Baloncesto |
| II   | 2019 | Minsk ( Bielorrusia) | Arena Palova        |
| III  | 2023 | Cracovia ( Polonia)  | Arena Cracovia      |

## Medallero
- Actualizado a Cracovia 2023.

| Núm. | País        | Oro | Plata | Bronce | Total |
| ---- | ----------- | --- | ----- | ------ | ----- |
| 1    | Rusia       | 3   | 0     | 0      | 3     |
| 2    | Francia     | 1   | 1     | 0      | 2     |
| 2    | Letonia     | 1   | 1     | 0      | 2     |
| 4    | Lituania    | 1   | 0     | 0      | 1     |
| 5    | España      | 0   | 1     | 2      | 3     |
| 6    | Bélgica     | 0   | 1     | 0      | 1     |
| 6    | Estonia     | 0   | 1     | 0      | 1     |
| 6    | Ucrania     | 0   | 1     | 0      | 1     |
| 8    | Bielorrusia | 0   | 0     | 2      | 2     |
| 9    | Polonia     | 0   | 0     | 1      | 1     |
| 9    | Serbia      | 0   | 0     | 1      | 1     |
|      | TOTAL       | 6   | 6     | 6      | 18    |